# Fanzines nas Zonas de Sampa
Fanzines nas Zonas de Sampa foi um projeto da Secretaria Municipal de Cultura de São Paulo realizado anualmente de 2006 a 2016 e que consistia na realização de cursos gratuitos sobre quadrinhos e fanzines voltados para crianças, jovens e adultos e que são realizados nas bibliotecas da rede municipal. Em 2012, o projeto ganhou o Troféu HQ Mix na categoria "Grande contribuição". O projeto foi idealizado por Doroty Rojas, que coordenou o projeto por 5 anos, em 2012, o projeto passou a ser coordenado por Katianne Pereira da Silva.